# اولزی یورین
اولزی یورین (انگلیسی: Olexiy Yurin؛ زادهٔ ۱۴ آوریل ۱۹۸۲) شاعر اهل اوکراین است.